# Simulium incertum
Simulium incertum är en tvåvingeart som beskrevs av Lutz 1910. Simulium incertum ingår i släktet Simulium och familjen knott. Inga underarter finns listade i Catalogue of Life.